# Liste de compositeurs d'opéra

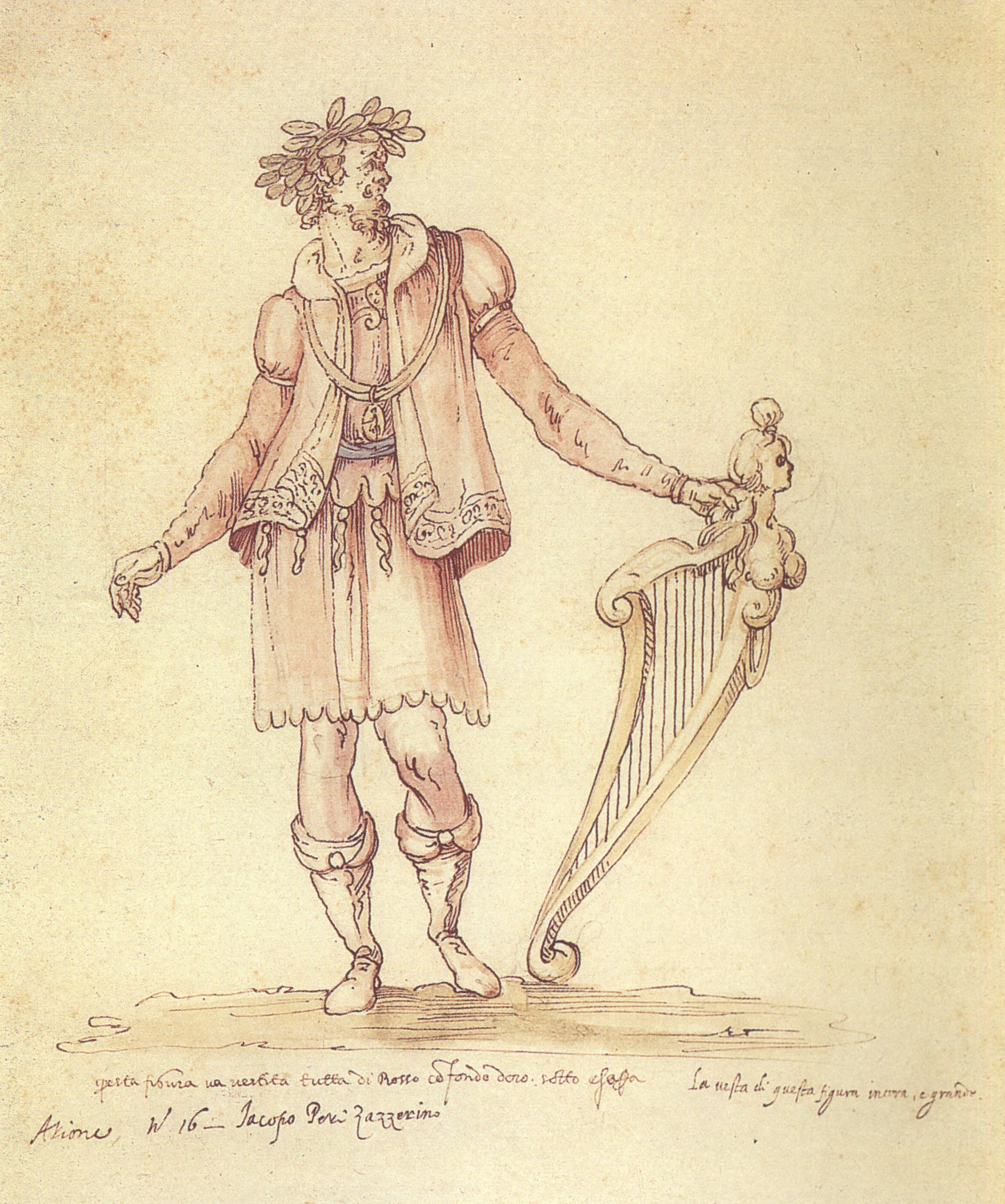
Le compositeur Jacopo Peri, 1589

Cet article présente une liste des principaux compositeurs et compositrices d'opéras à travers le monde. Le tableau permet le tri par ordre alphabétique, date de naissance, date de décès ou pays d'origine.
Cette liste n'a pas vocation d'exhaustivité. Elle est constituée des données extraites des articles correspondants (lien bleu) du portail Opéra. La notoriété d'une seule œuvre peut justifier la présence de son compositeur. Seuls les opéras doivent être indiqués sur cette page. Les compositeurs et/ou œuvres inexistants dans la Wikipédia francophone sont indiqués par un lien rouge. Un article absent peut être demandé au projet Musique classique.
Pour une mise en perspective des compositeurs et de leurs œuvres dans le contexte historique, voir la chronologie des opéras.

## Liste des compositeurs
| Compositeur                          | Année de naissance | Année de décès | Pays d'origine     | Œuvres principales |
| ------------------------------------ | ------------------ | -------------- | ------------------ | --- |
| Peri (Jacopo)                        | 1561               | 1633           | Italie             | 1600 : Euridice |
| Monteverdi (Claudio)                 | 1567               | 1643           | Italie             | 1607 : L'Orfeo 1641 : Il ritorno d'Ulisse in patria (Le Retour d'Ulysse dans sa patrie) 1642 : L'incoronazione di Poppea (Le Couronnement de Poppée) |
| Cavalli (Francesco)                  | 1602               | 1676           | Italie             | 1649 : Il Giasone 1651 : La Calisto 1654 : Xerse 1667 : Eliogabalo |
| Lully (Jean-Baptiste)                | 1632               | 1687           |                    | 1674 : Alceste 1675 : Thésée 1676 : Atys 1683 : Phaëton 1686 : Armide |
| Charpentier (Marc-Antoine)           | 1643               | 1704           | France             | 1688 : David et Jonathas 1693 : Médée |
| Collasse (Pascal)                    | 1649               | 1709           | France             | 1690 : Énée et Lavinie 1696 : Jason ou la Toison d'or' 1700 : Canente |
| Bassani (Giovanni Battista)          | 1650               | 1716           | Italie             | 1688 : Gli amori alla moda |
| Purcell (Henry)                      | 1659               | 1695           | Angleterre         | 1689 : Dido and Æneas (Didon et Énée) |
| Campra (André)                       | 1660               | 1744           | France             | 1697 : L'Europe galante 1702 : Tancrède 1710 : Les Fêtes vénitiennes 1712 : Idoménée 1735 : Achille et Déidamie |
| Scarlatti (Alessandro)               | 1660               | 1725           | Italie             | 1721 : Griselda |
| Perti (Giacomo Antonio)              | 1661               | 1756           | Italie             | 1686 : L'Incoronazione di Dario (Le Couronnement de Darius) 1689 : La Rosaura 1739 : Il cortegiano (Le courtisan) |
| Caldara (Antonio)                    | 1670               | 1736           | Italie             | 1708 : Il più bel nome 1733 : Demofoonte |
| Albinoni (Tomaso)                    | 1671               | 1751           | Italiythbe         | 1724 : Didone abbandonata 1726 : La Statira |
| Vivaldi (Antonio)                    | 1678               | 1741           | Italie             | Liste des opéras de Vivaldi |
| de la Doué (Toussaint Bertin)        | 1680               | 1743           | France             | 1710 : Diomède 1716 : Ajax |
| Rameau (Jean-Philippe)               | 1683               | 1764           | France             | 1733 : Hippolyte et Aricie 1735 : Les Indes galantes 1737 : Castor et Pollux 1739 : Dardanus 1745 : Platée |
| Bouvard (François)                   | 1684               | 1760           | France             | 1702 : Médus, roi des Mèdes 1706 : Cassandre |
| Haendel (Georg Friedrich)            | 1685               | 1759           | Allemagne          | 1724 : Giulio Cesare in Egitto 1735 : Alcina |
| Porpora (Nicola)                     | 1686               | 1768           | Italie             | 1732 : Germanico in Germania |
| Giacomelli (Geminiano)               | 1692               | 1740           | Italie             | 1730 : Scipione in Cartagine nuova 1734 : La Merope |
| Leo (Leonardo)                       | 1694               | 1744           | Italie             | 1727 : Il Cid 1744 : Vologeso, re dei Parti |
| Hasse (Johann Adolph)                | 1699               | 1783           | Allemagne          | 1731 : Cleofide |
| Galuppi (Baldassare)                 | 1706               | 1785           | Italie             | 1740 : Gustavo primo re di Svezia (Gustave Premier, Roi de Suède) 1749 : Artaserse 1750 : Il mondo della luna |
| Duni (Egidio)                        | 1709               | 1775           | Italie             | 1757 : Le Peintre amoureux de son modèle 1758 : La Fille mal gardée 1765 : La Fée Urgèle 1768 : Les Sabots |
| Pergolesi (Giovanni Battista)        | 1710               | 1736           | Italie             | 1733 : La serva padrona |
| Mondonville (Jean-Joseph)            | 1711               | 1772           | France             | 1754 : Daphnis et Alcimadure |
| Dauvergne (Antoine)                  | 1713               | 1797           | France             | 1761 : Hercule mourant |
| Gluck (Christoph Willibald)          | 1714               | 1787           | Allemagne          | Liste des opéras de Gluck |
| Scolari (Giuseppe)                   | 1720               | 1780           | Italie             | 1756 : La cascina 1757 : Artaserse |
| Philidor (François-André)            | 1726               | 1795           | France             | 1765 : Tom Jones |
| Traetta (Tommaso)                    | 1727               | 1779           | Italie             | 1762 : Alessandro nell'Indie 1772 : Antigona |
| Piccinni (Niccolò)                   | 1728               | 1800           | Italie             | 1760 : La buona figliuola 1778 : Roland |
| Monsigny (Pierre-Alexandre)          | 1729               | 1817           | France             | 1761 : On ne s'avise jamais de tout 1764 : Rose et Colas 1769 : Le Déserteur 1773 : La Belle Arsène |
| Sacchini (Antonio)                   | 1730               | 1786           | Italie             | 1786 : Œdipe à Colone |
| Haydn (Joseph)                       | 1732               | 1809           | Autriche           | Liste des opéras de Haydn |
| Manfredini (Vincenzo)                | 1737               | 1799           | Italie             | 1763 : Carlo Magno |
| Mysliveček (Josef)                   | 1737               | 1781           | Royaume de Bohême  | 1771 : Motezuma 1774 : Artaserse |
| Paisiello (Giovanni)                 | 1740               | 1816           | Italie             | 1767 : L'idolo cinese 1782 : Il barbiere di Siviglia |
| Grétry (André-Ernest-Modeste)        | 1741               | 1813           | Belgique           | 1771 : Zémire et Azor 1784 : Richard Cœur-de-Lion |
| Gazzaniga (Giuseppe)                 | 1743               | 1818           | Italie             | 1787 : Don Giovanni Tenorio |
| Cimarosa (Domenico)                  | 1749               | 1801           | Italie             | 1792 : Il matrimonio segreto |
| Amendola (Giuseppe)                  | 1750               | 1808           | Italie             | 1776 : El Belerbey de Calamania |
| Salieri (Antonio)                    | 1750               | 1825           | Italie             | 1784 : Les Danaïdes 1787 : Tarare 1788 : Axur, re d'Ormus 1799 : Falstaff, ossia Le tre burle |
| Zingarelli (Niccolò Antonio)         | 1752               | 1837           | Italie             | 1796 : Giulietta e Romeo |
| Dalayrac (Nicolas)                   | 1753               | 1809           | France             | 1786 : Nina ou la Folle par amour 1789 : Les Deux Petits Savoyards 1791 : Camille ou le Souterrain 1798 : Léon ou le Château de Monténéro |
| Mozart (Wolfgang Amadeus)            | 1756               | 1791           | Autriche           | 1782 : Die Entführung aus dem Serail (L’Enlèvement au sérail) 1786 : Le nozze di Figaro (Les Noces de Figaro) 1787 : Don Giovanni (Don Juan) 1790 : Così fan tutte 1791 : Die Zauberflöte (La Flûte enchantée)                                                                              |
| Bruni (Antonio Bartolomeo)           | 1757               | 1821           | Italie             | 1792 : Le Marquis de Tulipano 1794 : Le Mariage de Jean-Jacques Rousseau |
| Cherubini (Luigi)                    | 1760               | 1842           | Italie             | 1794 : Éliza 1797 : Médée 1800 : Les Deux Journées |
| Méhul (Étienne Nicolas)              | 1763               | 1817           | France             | 1790 : Euphrosine 1792 : Stratonice 1794 : Mélidore et Phrosine 1799 : Ariodant |
| Beethoven (Ludwig van)               | 1770               | 1827           | Allemagne          | 1805 : Fidelio |
| Spontini (Gaspare)                   | 1774               | 1851           | Italie             | 1807 : La Vestale |
| Boieldieu (François-Adrien)          | 1775               | 1834           | France             | 1800 : Le Calife de Bagdad 1803 : Ma tante Aurore 1812 : Jean de Paris 1813 : Le Nouveau Seigneur de village 1825 : La Dame blanche |
| Drechsler, Joseph                    | 1782               | 1852           | Autriche           | 1812 : Die Feldmühle 1821 : Pauline |
| Auber (Daniel-François-Esprit)       | 1782               | 1871           | France             | 1828 : La Muette de Portici 1830 : Fra Diavolo 1835 : Le Cheval de bronze 1837 : Le Domino noir |
| Weber (Carl Maria von)               | 1786               | 1826           | Allemagne          | 1821 : Der Freischütz 1823 : Euryanthe 1826 : Oberon |
| Carafa (Michele Enrico)              | 1787               | 1872           | Italie             | 1825 : La Belle au bois dormant |
| Hérold (Ferdinand)                   | 1791               | 1833           | France             | 1831 : Zampa 1832 : Le Pré aux clercs |
| Meyerbeer (Giacomo)                  | 1791               | 1864           | Allemagne          | 1831 : Robert le Diable 1836 : Les Huguenots 1849 : Le Prophète 1859 : Le Pardon de Ploërmel 1865 : L'Africaine |
| Rossini (Gioacchino)                 | 1792               | 1868           | Italie             | Liste des opéras de Rossini |
| Mercadante (Saverio)                 | 1795               | 1870           | Italie             | 1837 : Il giuramento 1846 : Orazi e Curiazi |
| Pacini (Giovanni)                    | 1796               | 1867           | Italie             | 1824 : Alessandro nelle Indie 1835 : Carlo di Borgogna |
| Donizetti (Gaetano)                  | 1797               | 1848           | Italie             | 1832 : L'elisir d'amore (L'Élixir d'amour) 1835 : Lucia di Lammermoor 1840 : La Fille du régiment |
| Schubert (Franz)                     | 1797               | 1828           | Autriche           | 1823 : Fierrabras 1854 : Alfonso und Estrella 1861 : Die Verschworenen |
| Fioravanti (Vincenzo)                | 1799               | 1877           | Italie             | 1819 : Il Pulcinella molinaro 1855 : Jacopo lo scortichino |
| Halévy (Jacques Fromental)           | 1799               | 1862           | France             | 1835 : La Juive |
| Bellini (Vincenzo)                   | 1801               | 1835           | Italie             | 1831 : La sonnambula (La Somnambule) ; Norma 1835 : I puritani (Les Puritains) |
| Adam (Adolphe)                       | 1803               | 1856           | France             | 1834 : Le Chalet 1836 : Le Postillon de Lonjumeau 1849 : Le Toréador 1852 : Si j'étais roi |
| Berlioz (Hector)                     | 1803               | 1869           | France             | 1838 : Benvenuto Cellini 1846 : La Damnation de Faust 1862 : Béatrice et Bénédict 1863 : Les Troyens |
| Glinka (Mikhaïl)                     | 1804               | 1857           | Russie             | 1836 : Une vie pour le tsar 1842 : Rouslan et Ludmila |
| Ricci (Luigi)                        | 1805               | 1859           | Italie             | 1847 : Il birraio di Preston 1850 : Crispino e la comare |
| Nicolai (Otto)                       | 1810               | 1849           | Allemagne          | 1849 : Les Joyeuses Commères de Windsor |
| Schumann (Robert)                    | 1810               | 1856           | Allemagne          | 1850 : Genoveva |
| Thomas (Ambroise)                    | 1811               | 1896           | France             | 1866 : Mignon 1868 : Hamlet |
| Dargomyjski (Alexandre)              | 1813               | 1869           | Russie             | 1872 : Le Convive de pierre |
| Verdi (Giuseppe)                     | 1813               | 1901           | Italie             | Liste des opéras de Verdi |
| Wagner (Richard)                     | 1813               | 1883           | Allemagne          | 1843 : Der fliegende Holländer (Le Vaisseau fantôme) 1845 : Tannhäuser 1850 : Lohengrin 1859 : Tristan und Isolde (Tristan et Isolde) 1868 : Die Meistersinger von Nürnberg (Les Maîtres Chanteurs de Nuremberg) 1869-1876 : Der Ring des Nibelungen (L'Anneau du Nibelung) 1882 : Parsifal |
| Markull (Friedrich Wilhelm )         | 1816               | 1887           | Allemagne          | 1843 : Maja und Alpino oder Die bezauberte Rose (Maja et Alpino, ou la rose enchantée) 1848 : Der König von Zion (Le roi de Sion) 1855 : Das Walpurgisfest (La fête de Walpurgis) |
| Gounod (Charles)                     | 1818               | 1893           | France             | 1859 : Faust 1864 : Mireille 1867 : Roméo et Juliette |
| Offenbach (Jacques)                  | 1819               | 1880           | France             | 1858 : Orphée aux Enfers 1864 : La Belle Hélène 1866 : La Vie parisienne 1868 : La Périchole 1879 : La Fille du tambour-major 1881 : Les Contes d'Hoffmann |
| Massé (Victor)                       | 1822               | 1884           | France             | 1852 : Galathée 1853 : Les Noces de Jeannette 1876 : Paul et Virginie |
| Raff (Joseph Joachim)                | 1822               | 1882           | Allemagne          | 1869 : Dame Kobold 1882 : Die Eifersüchtigen |
| Leslie (Henry David)                 | 1822               | 1896           | Angleterre         | 1865 : Ida, ou The Guardian Storks |
| Lalo (Édouard)                       | 1823               | 1892           | France             | 1888 : Le Roi d'Ys |
| Reyer (Ernest)                       | 1823               | 1909           | France             | 1861 : La Statue 1884 : Sigurd 1890 : Salammbô |
| Smetana (Bedřich)                    | 1824               | 1884           | Royaume de Bohême  | 1866 : La Fiancée vendue |
| Carrer (Pavlos)                      | 1829               | 1896           | Grèce              | 1858 : Isabella d'Aspeno 1861 : Marcos |
| Dietrich (Albert)                    | 1829               | 1908           | Allemagne          | 1879 : Robin des Bois |
| Peter Heise                          | 1830               | 1879           | Danemark           | 1869 : Paschaens datter (La fille du Pacha) 1878 : Drot og Marsk (Roi et maréchal) |
| Borodine (Alexandre)                 | 1833               | 1887           | Russie             | 1890 : Le Prince Igor |
| Ponchielli (Amilcare)                | 1834               | 1886           | Italie             | 1876 : La Gioconda |
| Cui (César)                          | 1835               | 1918           | Russie             | 1883 : Le Prisonnier du Caucase |
| Draeseke (Felix )                    | 1835               | 1913           | Allemagne          | 1884 : Gudrun |
| Saint-Saëns (Camille)                | 1835               | 1921           | France             | 1877 : Samson et Dalila 1883 : Henri VIII |
| Delibes (Léo)                        | 1836               | 1891           | France             | 1873 : Le roi l'a dit 1883 : Lakmé |
| Gomes (Antônio Carlos)               | 1836               | 1896           | Brésil             | 1870 : Il Guarany |
| Bizet (Georges)                      | 1838               | 1875           | France             | 1863 : Les Pêcheurs de perles 1875 : Carmen |
| Moussorgski (Modeste)                | 1839               | 1881           | Russie             | 1874 : Boris Godounov 1886 : La Khovanchtchina |
| Tchaïkovski (Piotr Ilitch)           | 1840               | 1893           | Russie             | 1878 : Eugène Onéguine 1890 : La Dame de pique |
| Bronsart von Schellendorf (Ingeborg) | 1840               | 1913           | Allemagne          | 1867 : Die Göttis von Sais 1873 : Jery und Bätely 1891 : König Hiarne 1909 : Die Sühne |
| Chabrier (Emmanuel)                  | 1841               | 1894           | France             | 1877 : L'Étoile 1886 : Gwendoline 1887 : Le Roi malgré lui |
| Dvořák (Antonín)                     | 1841               | 1904           | Royaume de Bohême  | 1889 : Jakobín 1901 : Rusalka 1904 : Armida 1938 : Alfred |
| Massenet (Jules)                     | 1842               | 1912           | France             | 1884 : Manon 1885 : Le Cid 1892 : Werther 1894 : Thaïs 1902 : Le Jongleur de Notre-Dame |
| Van den Eeden (Jan)                  | 1842               | 1917           | Belgique           | 1927 : Rhena : Numance |
| Mihalovich (Ödön)                    | 1842               | 1929           | République tchèque | 1909 : Eliána 1893 : Toldi (Le chevalier Toldi) |
| Hamerik (Asger)                      | 1843               | 1923           | Danemark           | 1870 : La vendetta 1871 : Den rejsende (Le voyageur) |
| Paladilhe (Émile)                    | 1844               | 1926           | France             | 1872 : Le Passant 1886 : Patrie! |
| Rimski-Korsakov (Nikolaï)            | 1844               | 1908           | Russie             | 1882 : Snégourotchka 1896 : Sadko 1898 : La Fiancée du tsar 1904 : La Légende de la ville invisible de Kitège et de la demoiselle Fevronia 1906 : Le Coq d'or |
| Fauré (Gabriel)                      | 1845               | 1924           | France             | 1913 : Pénélope |
| Holmès (Augusta)                     | 1847               | 1903           | France             | 1870 : Astarté 1870 : Lancelot du lac 1875 : Héro et Léandre 1884 : La Montagne noire |
| Fibich (Zdeněk)                      | 1850               | 1900           | Royaume de Bohême  | 1884 : La Fiancée de Messine 1897 : Šárka |
| Lange-Müller (Peter)                 | 1850               | 1926           | Danemark           | 1883 : Spanske Studenter (Les Étudiants espagnols) |
| Blockx (Jan)                         | 1851               | 1912           | Belgique           | 1897 : De Herbergprinses (Princesse d'Auberge) 1899 : Thyl Uylenspiegel |
| d'Indy (Vincent)                     | 1851               | 1931           | France             | 1897 : Fervaal |
| Messager (André)                     | 1853               | 1929           | France             | 1893 : Madame Chrysanthème 1907 : Fortunio |
| Catalani (Alfredo)                   | 1854               | 1893           | Italie             | 1892 : La Wally |
| Humperdinck (Engelbert)              | 1854               | 1921           | Allemagne          | 1893 : Hänsel und Gretel |
| Janáček (Leoš)                       | 1854               | 1928           | République tchèque | 1921 : Káťa Kabanová (Katia Kabanova) 1924 : Příhody lišky Bystoušky (La Petite Renarde rusée) 1926 : L'Affaire Makropoulos 1930 : Z mrtvého domu (De la maison des morts) |
| Taneïev (Sergueï)                    | 1856               | 1915           | Russie             | 1895 : Oresteïa |
| Sinding (Christian)                  | 1856               | 1941           | Norvège            | 1914 : Der heilige Berg (La montagne sainte) |
| Bruneau (Alfred)                     | 1857               | 1934           | France             | 1891 : Le Rêve 1893 : L'Attaque du moulin 1897 : Messidor 1901 : L'Ouragan |
| Leoncavallo (Ruggero)                | 1858               | 1919           | Italie             | 1892 : Pagliacci (Paillasse) |
| Puccini (Giacomo)                    | 1858               | 1924           | Italie             | 1893 : Manon Lescaut 1896 : La Bohème 1900 : Tosca 1904 : Madame Butterfly 1926 : Turandot |
| Ethel Smyth                          | 1858               | 1944           | Angleterre         | 1898 : Fantasio 1902 : Der Wald 1906 : The Wreckers 1916 : The Boatswain's Mate 1923 : Fête Galante 1925 : Entente Cordiale 1930 : The Prison |
| Ysaÿe (Eugène)                       | 1858               | 1931           | Belgique           | 1831 : Piére li houyeû (Pierre le mineur) |
| Du Bois (Léon)                       | 1859               | 1935           | Belgique           | 1884 : Son excellence ma femme 1886 : La revanche de Sganarelle |
| Charpentier (Gustave)                | 1860               | 1956           | France             | 1900 : Louise 1913 : Julien |
| Debussy (Claude)                     | 1862               | 1918           | France             | 1902 : Pelléas et Mélisande |
| Delius (Frederick)                   | 1862               | 1934           | Angleterre         | 1907 : A Village Romeo and Juliet 1919 : Fennimore and Gerda |
| Mascagni (Pietro)                    | 1863               | 1945           | Italie             | 1890 : Cavalleria Rusticana 1892 : I Rantzau 1901 : Le maschere 1921 : Il piccolo Marat |
| Strauss (Richard)                    | 1864               | 1949           | Allemagne          | 1905 : Salomé 1909 : Elektra 1912 : Der Rosenkavalier (Le Chevalier à la rose) 1912-1916 : Ariadne auf Naxos (Ariane à Naxos) 1919 : Die Frau ohne Schatten (La Femme sans ombre) 1933 : Arabella 1942 : Capriccio                                                                          |
| Dukas (Paul)                         | 1865               | 1935           | France             | 1907 : Ariane et Barbe-Bleue |
| Nielsen (Carl)                       | 1865               | 1931           | Danemark           | 1902 : Saül et David 1906 : Maskarade |
| Gilson (Paul)                        | 1865               | 1942           | Belgique           | 1903 : Prinses Zonneschijn (Princesse Rayon de Soleil) |
| Busoni (Ferruccio)                   | 1866               | 1924           | Italie             | 1925 : Doktor Faust |
| Cilea (Francesco)                    | 1866               | 1950           | Italie             | 1897 : L'Arlesiana (L'Arlésienne) 1902 : Adriana Lecouvreur |
| Giordano (Umberto)                   | 1867               | 1948           | Italie             | 1894 : Andrea Chénier 1898 : Fedora 1915 : Madame Sans-Gêne |
| Granados (Enrique)                   | 1867               | 1916           | Espagne            | 1898 : María del Carmen 1903 : Follet 1916 : Goyescas |
| Roussel (Albert)                     | 1869               | 1937           | France             | 1923 : Padmâvatî |
| Novák (Vítězslav)                    | 1870               | 1949           | République tchèque | 1923 : Lucernz |
| Stenhammar (Wilhelm)                 | 1871               | 1927           | Suède              | 1893 : Gildet på Solhaug(La Fête de Solhaug), 1898 : Tirfing |
| Vives i Roig (Amadeu)                | 1871               | 1932           | Espagne            | 1895 : Artus |
| Zemlinsky (Alexander von)            | 1871               | 1942           | Autriche           | 1917 : Eine florentinische Tragödie 1922 : Der Zwerg (Le Nain) 1996 : Der König Kandaules |
| Vaughan Williams (Ralph)             | 1872               | 1958           | Angleterre         | 1937 : Riders to the Sea 1952 : The Pilgrim's Progress |
| Rachmaninov (Sergueï)                | 1873               | 1943           | Russie             | 1893 : Aleko 1906 : Le Chevalier avare 1906 : Francesca da Rimini |
| Jongen (Joseph)                      | 1873               | 1953           | Belgique           | 1907 : Feyliane |
| Holst (Gustav)                       | 1874               | 1934           | Angleterre         | 1916 : Savitri |
| Schmidt (Franz)                      | 1874               | 1939           | Autriche           | 1914 : Notre Dame 1922 : Fredigundis |
| Glière (Reinhold)                    | 1874               | 1956           | Russie             | 1925 : Shakh-Senem 1940 : Leyli va Medzhnun |
| Février (Henry)                      | 1875               | 1957           | France             | 1906 : Le Roi aveugle 1909 : Monna Vanna 1913 : Carmosine 1919 : Gismonda |
| Ravel (Maurice)                      | 1875               | 1937           | France             | 1911 : L'Heure espagnole 1925 : L'Enfant et les Sortilèges |
| de Falla (Manuel)                    | 1876               | 1946           | Espagne            | 1913 : La vida breve 1923 : El retablo de Maese Pedro |
| Wolf-Ferrari (Ermanno)               | 1876               | 1948           | Italie             | 1903 : Le donne curiose 1906 : I quatro rusteghi 1925 : Gli amanti sposi 1936 : Il campiello |
| Dohnányi (Ernő)                      | 1877               | 1960           | Hongrie            | 1922 : A vajda tornya (La Tour du Voivod) 1927 : Le Ténor |
| Marsick (Armand)                     | 1877               | 1959           | Belgique           | 1914 : 'Lara 1924 : L'anneau Nuptial |
| Dupuis (Albert)                      | 1877               | 1967           | Belgique           | 1903 : Jean-Michel 1916 : La Passion |
| Schreker (Franz)                     | 1878               | 1934           | Autriche           | 1902 : Flammen 1912 : Der ferne Klang 1918 : Die Gezeichneten |
| Ostrčil (Otakar)                     | 1879               | 1935           | République tchèque | 1921 : Legenda z Erinu (La Légende d'Erin] 1935 : Honzovo království (Le royaume d'Honza) |
| Pizzetti (Ildebrando)                | 1880               | 1968           | Italie             | 1930 : Lo straniero 1958 : Assassinio nella cattedrale |
| Bartók (Béla)                        | 1881               | 1945           | Autriche-Hongrie   | 1918 : A Kékszakállú Herceg Vára (Le Château de Barbe-Bleue) |
| Enesco (Georges)                     | 1881               | 1955           | Roumanie           | 1936 : Œdipe |
| Atanassov (Guéorgui)                 | 1882               | 1931           | Bulgarie           | 1923 : Zapoustyalata vodenitsa (Le moulin abandonné) 1930 : Altzec |
| Malipiero (Gian Francesco)           | 1882               | 1973           | Italie             | 1925 : L'Orfeide 1929 : Torneo notturno |
| Stravinsky (Igor)                    | 1882               | 1971           | Russie             | 1914 : Le Rossignol 1922 : Mavra 1951 : The Rake's Progress |
| Szymanowski (Karol)                  | 1882               | 1937           | Pologne            | 1926 : Le Roi Roger |
| Zandonai (Riccardo)                  | 1883               | 1944           | Italie             | 1914 : Francesca da Rimini |
| Meulemans (Arthur)                   | 1884               | 1966           | Belgique           | 1926 : Adrian Brouwer |
| Jongen (Léon)                        | 1884               | 1969           | Belgique           | 1922 : Thomas l’Agnelet |
| Berg (Alban)                         | 1885               | 1935           | Autriche           | 1925 : Wozzeck 1935 : Lulu |
| Schoeck (Othmar)                     | 1886               | 1957           | Suisse             | 1927 : Penthesilea |
| Chaporine (Iouri)                    | 1887               | 1966           | Russie             | 1953 : Dekabristy (Les décembristes) |
| Atterberg (Kurt)                     | 1887               | 1974           | Suède              | 1941 : Aladdin |
| Ibert (Jacques)                      | 1890               | 1962           | France             | 1928 : Angélique |
| Martin (Frank)                       | 1890               | 1974           | Suisse             | 1955 : Der Sturm |
| Martinů (Bohuslav)                   | 1890               | 1959           | République tchèque | 1954 : De quoi vivent les hommes ? 1964 : La Passion grecque 1969 : Les Larmes du couteau |
| Barbier (René)                       | 1884               | 1981           | Belgique           | 1910 : Yvette 1912 : La fête du vieux tilleul |
| Prokofiev (Sergueï)                  | 1891               | 1953           | Russie             | 1921 : L'Amour des trois oranges 1945 : Voïna i Mir (Guerre et Paix) 1954 : L'Ange de feu |
| Ghedini (Giorgio Federico)           | 1892               | 1965           | Italie             | 1949 : Billy Budd 1952 : Lord Inferno |
| Milhaud (Darius)                     | 1892               | 1974           | France             | 1927 : Le Pauvre Matelot 1930 : Christophe Colomb 1936 : Bolivar 1955 : David |
| Strens (Jules)                       | 1884               | 1971           | Belgique           | 1927 : Le Chanteur de Naples 1941 : La Tragédie d'Agamemnon |
| Hába (Alois)                         | 1893               | 1973           | République tchèque | 1931 : Matka |
| Absil (Jean)                         | 1893               | 1974           | Belgique           | 1937 : Peau d'âne, 1951 : Les voix de la mer (De stem van de zee) |
| Willem Pijper                        | 1894               | 1947           | Pays-Bas           | 1934 : Halewijn |
| Hindemith (Paul)                     | 1895               | 1963           | Allemagne          | 1926 : Cardillac 1929 : Neues vom Tage 1938 : Mathis le peintre 1957 : Die Harmonie der Welt |
| Orff (Carl)                          | 1895               | 1982           | Allemagne          | 1949 : Antigonae |
| Brand (Max)                          | 1896               | 1980           | Autriche           | 1929 : Maschinist Hopkins |
| Korngold (Erich Wolfgang)            | 1897               | 1957           | Autriche           | 1920 : Die tote Stadt (La Ville morte) |
| Gershwin (George)                    | 1898               | 1937           | États-Unis         | 1935 : Porgy and Bess |
| Poulenc (Francis)                    | 1899               | 1963           | France             | 1957 : Dialogues des carmélites 1959 : La Voix humaine |
| Křenek (Ernst)                       | 1900               | 1991           | Autriche           | 1927 : Jonny spielt auf |
| Weill (Kurt)                         | 1900               | 1950           | Allemagne          | 1928 : Die Dreigroschenoper (L'Opéra de quat'sous) |
| Tomasi (Henri)                       | 1901               | 1971           | France             | 1952 : Don Juan de Mañara |
| Poot (Marcel)                        | 1901               | 1988           | Belgique           | 1929 : Het ingebeelde eiland (L'île imanginaire) 1943 : Moretus oder "Der widerspenstige Verdammte" (Moretus ou Les damnés indisciplinés) |
| Chebaline (Vissarion)                | 1902               | 1963           | Russie             | 1956 : Ukroshcheniye stroptivoy (La Mégère apprivoisée) 1959 : Solntse nad stepyu (Le soleil au-dessus de la Steppe) |
| Brenta (Gaston)                      | 1902               | 1969           | Belgique           | 1929 : Le Khadi dupé |
| Walton (William)                     | 1902               | 1983           | Angleterre         | 1954 : Troilus and Cressida 1967 : The Bear |
| Stekke (Léon)                        | 1904               | 1970           | Belgique           | 1951 : Les cornes du croissant |
| Petrassi (Goffredo)                  | 1904               | 2003           | Italie             | 1948 : Il cordovano 1950 : Morte dell’aria |
| Defossez (René)                      | 1905               | 1988           | Belgique           | 1961 : Les surprises de l'amour 1976 : Thriller |
| Tippett (Michael)                    | 1905               | 1998           | Angleterre         | 1962 : King Priam 1970 : The Knot Garden 1977 : The Ice Break 1989 : New Year |
| Hartmann (Karl Amadeus)              | 1905               | 1963           | Allemagne          | 1934 : Des Simplicius Simplicissimus Jugend |
| Chostakovitch (Dmitri)               | 1906               | 1975           | Russie             | 1930 : Nos (Le Nez) 1934 : Lady Macbeth du district de Mtsensk |
| Messiaen (Olivier)                   | 1908               | 1992           | France             | 1983 : Saint François d'Assise |
| Barber (Samuel)                      | 1910               | 1981           | États-Unis         | 1958 : Vanessa |
| Peragallo (Mario)                    | 1910               | 1996           | Italie             | 1941 : Ginevra degli Amieri 1954 : La Gita in campagna |
| Menotti (Gian Carlo)                 | 1911               | 2007           | Italie             | 1946 : The Medium 1947 : The Telephone 1950 : The Consul (Le Consul) |
| Françaix (Jean)                      | 1912               | 1997           | France             | 1937 : Le Diable boiteux 1945 : La Main de gloire 1964 : La Princesse de Clèves |
| Britten (Benjamin)                   | 1913               | 1976           | Angleterre         | 1945 : Peter Grimes 1951 : Billy Budd 1954 : The Turn of the Screw (Le Tour d'écrou) 1960 : A Midsummer Night's Dream (Le Songe d'une nuit d'été) 1973 : Death in Venice (Mort à Venise) |
| Khrennikov (Tikhon)                  | 1913               | 2007           | Russie             | 1957 : La Mère 2003 : À 18 heures, après la guerre |
| Froidebise (Pierre)                  | 1914               | 1962           | Belgique           | 1954 : La bergère et le ramoneur 1956 : La lune amère |
| Ginastera (Alberto)                  | 1916               | 1983           | Argentine          | 1964 : Don Rodrigo 1967 : Bomarzo 1971 : Beatrix Cenci |
| Bernstein (Leonard)                  | 1918               | 1990           | États-Unis         | 1983 : A Quiet Place |
| Maderna (Bruno)                      | 1920               | 1973           | Italie             | 1974 : Satyricon |
| Berio (Luciano)                      | 1925               | 2003           | Italie             | 1982 : La vera storia 1984 : Un re in ascolto 1996 : Outis 1999 : Cronaca del luogo |
| Klebe (Giselher)                     | 1925               | 2009           | Allemagne          | 1961 : Alkmene 1995 : Gervaise Macquart |
| Henze (Hans Werner)                  | 1926               | 2012           | Allemagne          | 1956 : König Hirsch (Le Roi cerf) 1960 : Der Prinz von Homburg 1966 : The Bassarids 1983 : Die englische Katze |
| Damase (Jean-Michel)                 | 1928               | 2013           | France             | 1961 : Colombe 1970 : Madame de... 1971 : Eurydice |
| Rautavaara (Einojuhani)              | 1928               | 2016           | Finlande           | 1990 : Vincent |
| Stockhausen (Karlheinz)              | 1928               | 2007           | Allemagne          | 2004 : Licht |
| Alcalay (Luna)                       | 1928               | 2012           | Autriche           | 1985 : Jan Palach |
| Denisov (Edison)                     | 1929               | 1996           | Russie             | 1986 : L'Écume des jours |
| Penderecki (Krzysztof)               | 1933               | —              | Pologne            | 1969 : Die Teufel von Loudun (Les Diables de Loudun) 1986 : Die Schwarze Masque (Le Masque noir) 1978 : Paradise Lost 1991 : Ubu Rex |
| Birtwistle (Harrison)                | 1934               | —              | Angleterre         | 1986 : The Mask of Orpheus |
| Davies (Peter Maxwell)               | 1934               | 2016           | Angleterre         | 1972 : Taverner 1977 : The Martyrdom of St.Magnus 1996 : The Doctor of Myddfai 2011 : Kommilitonen! |
| Schnittke (Alfred)                   | 1934               | 1998           | Russie             | 1992 : La Vie avec un idiot 1995 : Historia von D. Johann Fausten |
| Boesmans (Philippe)                  | 1936               | —              | Belgique           | 1993 : Reigen (La Ronde) 1999 : Le Conte d'hiver 2009 : Yvonne, princesse de Bourgogne |
| Reich (Steve)                        | 1936               | —              | États-Unis         | 1993 : The Cave 2002 : Three Tales |
| Reimann (Aribert)                    | 1936               | —              | Allemagne          | 1965 : Ein Traumspiel 1978 : Lear |
| Glass (Philip)                       | 1937               | —              | États-Unis         | Liste des opéras de Glass |
| Evgueni Stankovitch                  | 1942               | —              | Ukraine            | 1978 : Коли цвіте папороть – Quand fleurit la fougère |
| Eötvös (Péter)                       | 1944               | —              | Hongrie            | 1998 : Trois Sœurs 2002 : Le Balcon 2004 : Angels in America 2008 : Love and Other Demons |
| Adams (John Coolidge)                | 1947               | —              | États-Unis         | 1987 : Nixon in China 1995 : I Was Looking at the Ceiling and Then I Saw the Sky 2000 : El Niño |
| Ferrero (Lorenzo)                    | 1951               | —              | Italie             | 1986 : Salvatore Giuliano 1989 : Charlotte Corday 2005 : La Conquista 2011 : Risorgimento! |
| Fénelon (Philippe)                   | 1952               | —              | France             | 1984 : Le Chevalier imaginaire 1988 : Les Rois 1992 : Salammbô 2005 : Faust |
| Saariaho (Kaija)                     | 1952               | —              | Finlande           | 2000 : L'Amour de loin 2006 : Adriana Mater 2010 : Émilie 2016 : Only the sound remains 2021 : Innocence |
| Sandström (Jan)                      | 1954               | —              | Suède              | 2001 : Macbeth2 |
| Dusapin (Pascal)                     | 1955               | —              | France             | 1988 : Roméo et Juliette 1990 : Medeamaterial 2006 : Faustus, the Last Night 2008 : Passion |
| Looten (Christophe)                  | 1958               | —              | France             | 2001 : Médée de Thessalonique |
| Sollima (Giovanni)                   | 1962               | —              | Italie             | 1991 : Notti di Grazia 2002 : Ellis Island |
| van der Aa (Michel)                  | 1970               | —              | Pays-Bas           | 2001 : One 2006 : After Life |
| Adès (Thomas)                        | 1971               | —              | Angleterre         | 1995 : Powder Her Face 2004 : The Tempest |

| Légende des couleurs utilisées en fonction du pays d'origine des compositeurs |
| Italie                                                                        |
| France                                                                        |
| Royaume uni/États-Unis                                                        |
| Allemagne/Autriche                                                            |
| Russie                                                                        |
| Autres                                                                        |